# 完颜海里
完颜海里，金朝将领，女真族，完颜氏。金源郡王完颜娄室族子。
海里跟随娄室迁移到孰吉讹母。金太宗天会三年（1125年），跟随娄室追及辽天祚帝至朔州阿敦山，奉命去见天祚帝劝降。辽天祚帝待在阿敦山之东，被金兵擒获。天会八年（1130年），跟随完颜宗辅经略陕西。次年，泾州、邠州之南击败宋军。修找道，击败南宋来拒之兵，因功被赏银百五十两，奴婢十人。金熙宗天眷元年（1138年），担任宿直将军。天眷二年，参与平定完顏宗磐、完顏宗雋之乱。历任广威将军、都水使者、西北路招讨都监、复州、滦州刺史、耶卢碗群牧使、迭刺部族节度使、同知大兴尹、兼中都路兵马都总管、武宁军节度使、广宁尹。六十二岁去世。